# Michael McClure
Michael McClure (20. října 1932 – 4. května 2020) byl americký básník a dramatik. Studoval na univerzitě ve Wichitě (1951–1953), Arizonské univerzitě (1953–1954) a Sanfranciské státní (1955). Svou první sbírku básní vydal roku 1955 pod názvem Passage. Později publikoval další sbírky a rovněž je autorem esejů na různá témata, včetně Boba Dylana a životního prostředí. Jeho hra The Beard, která se zaměřuje na vztah mezi herečkou Jean Harlow a psancem Billym the Kidem, byla do značné míry kontroverzní. Při pátém představení hry byli hlavní herci zatčeni pro obscénnost a hra byla následně v oblasti San Francisca zakázána. McClure se pod jménem Ike O'Shay vyskytuje v knize Dharmoví tuláci od Jacka Kerouaca.